# Quarto dei Mille

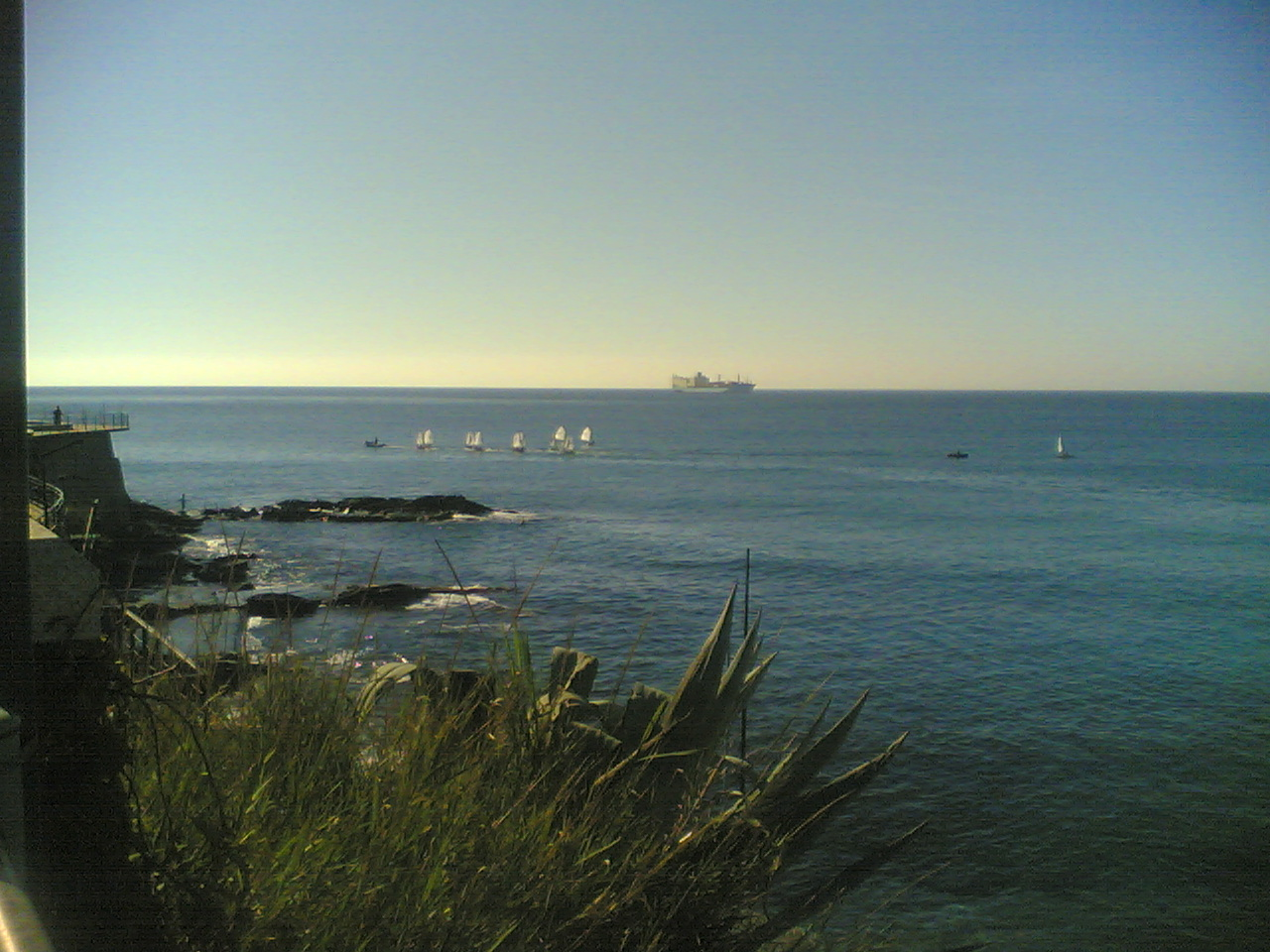
Die Küste von Quarto

Quarto dei Mille, oder auch einfach Quarto, ist ein Wohnviertel der italienischen Hafenstadt Genua. Der Stadtteil liegt im Osten der Stadt zwischen den Vierteln Sturla und Quinto al Mare und hat direkten Zugang zum Golf von Genua.

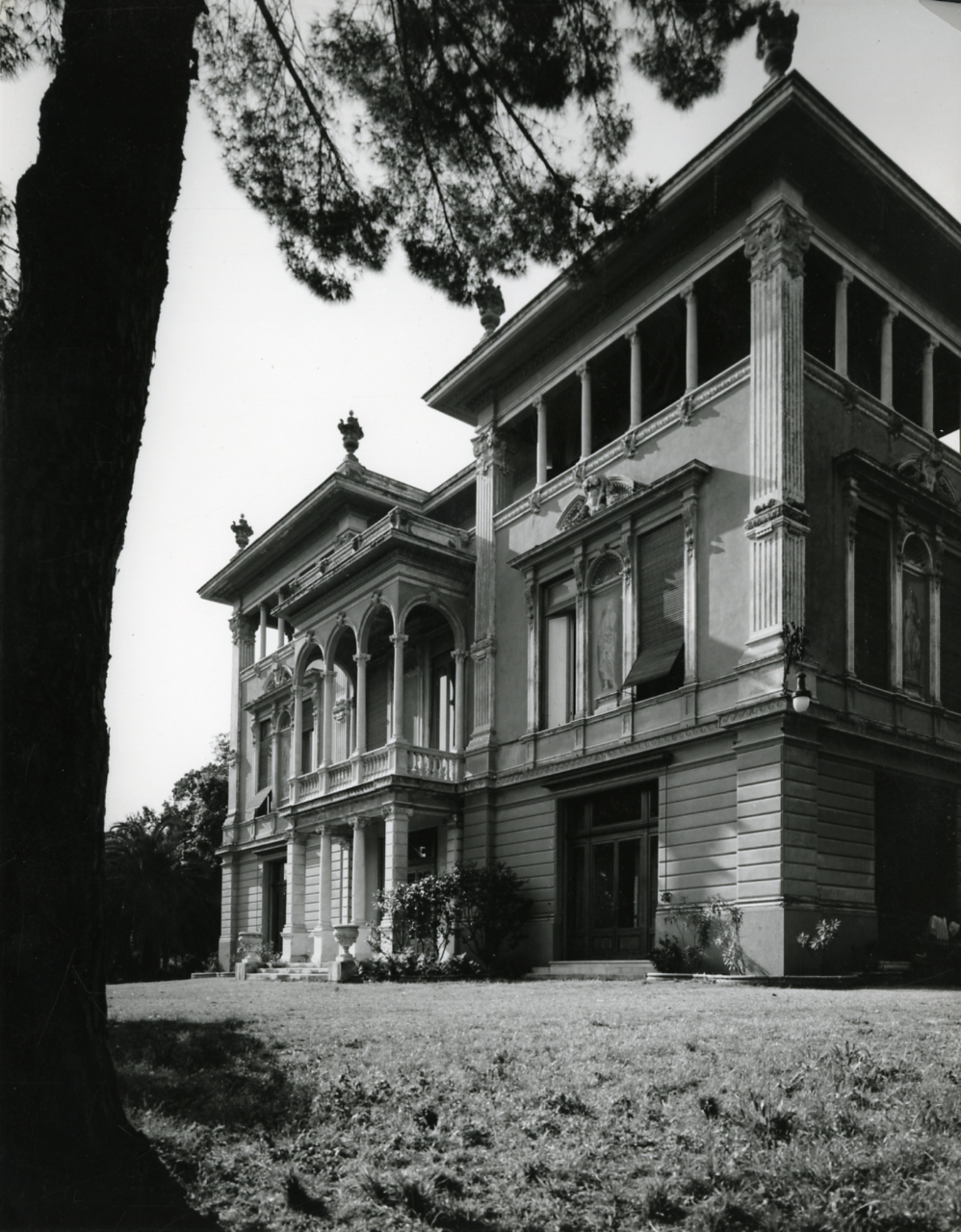
Villa Doria Spinola Quartara. Foto von Paolo Monti, 1963.

Bis 1861 war das Viertel, damals noch eigenständige Gemeinde, als Quarto al Mare bekannt, wurde danach jedoch zu Ehren des Zugs der Tausend in Quarto dei Mille (deutsch: Quarto der Tausend) umbenannt.
1926 verlor Quarto seine Eigenständigkeit und wurde nach den Plänen der Faschisten von einem Groß Genua in die ligurische Hauptstadt eingegliedert.
Heute gehört der Stadtteil zu dem Munizip IX Levante und hat eine Einwohnerzahl von 8288. Bis 1997 war Quarto ein Teil des Stadtbezirks Sturla-Quarto.

## Persönlichkeiten
- Mario Majoni (1910–1985), Wasserballspieler